# Ginástica artística nos Jogos Olímpicos de Verão de 2000 - Equipes femininas
A final por equipes femininas da ginástica artística nos Jogos Olímpicos de Verão de 2000, foi realizada em Sydney, na Austrália. Esse evento foi disputado no Sydney SuperDome.

## Medalhistas
|  | ROU Romênia                                                                                |  | RUS Rússia |  | USA Estados Unidos                                                                         |
|  | Simona Amănar Andreea Răducan Maria Olaru Loredana Boboc Claudia Presăcan Andreea Isărescu |  | Svetlana Khorkina Yelena Produnova Yelena Zamolodchikova Yekaterina Lobaznyuk Anastasiya Kolesnikova Anna Chepeleva |  | Amy Chow Kristin Maloney Elise Ray Dominique Dawes Jamie Dantzscher Tasha Schwikert-Warren |

## Final
| Pos.              | País               |
| ----------------- | ------------------ |
| Medalha de ouro   | ROU Romênia        |
| Medalha de prata  | RUS Rússia         |
| Medalha de bronze | USA Estados Unidos |
| 4                 | ESP Espanha        |
| 5                 | UKR Ucrânia        |
| 6                 | AUS Austrália      |
| 7                 | FRA França         |
| 8                 | CAN Canadá         |
| 9                 | GBR Grã-Bretanha   |
| 10                | ITA Itália         |
| 11                | BLR Bielorrússia   |
| DSQ               | CHN China          |

Obs: DSQ=Desqualificada